# Love Comes Again
Singles de Tiesto
Just Be
(2004) Adagio for Strings
(2004)
Pistes de Just Be
Forever Today Traffic
Love Comes Again' est une chanson de DJ hollandais Tiesto sorti le 8 avril 2004. Extrait de l'album Just Be, on retrouve la collaboration du chanteur BT. La chanson a été écrite par Brian Transeau et Tiësto. En échange de la participation de BT sur cette chanson, Tiesto remix la même année la chanson de BT Force of Gravity.

## Formats et liste des pistes

### CD, Maxi Singles
Pays-Bas Maxi-single
1. "Love Comes Again" (Radio Edit) - 3:15
2. "Love Comes Again" (Original 12" Version) - 8:07
3. "Love Comes Again (Mark Norman Remix) - 7:24

 Allemagne Maxi-single
1. "Love Comes Again" (Radio Edit) - 3:15
2. "Love Comes Again" (Original 12" Version) - 8:07
3. "Love Comes Again (Mark Norman Remix) - 7:24
4. "Traffic" (DJ Montana Re-Edit) - 5:11

 Royaume-Uni Maxi-single
1. "Love Comes Again" (Radio Edit) - 2:59
2. "Love Comes Again" (Original 12" Version) - 8:07
3. "Love Comes Again (Mark Norman Remix) - 7:20
4. "Love Comes Again" (Instrumental) - 8:08
5. "Love Comes Again" (video)

 Suisse single
1. "Love Comes Again" (Radio Edit) - 3:15
2. "Love Comes Again" (DJ Tatana Sirup Remix) - 7:04

 Australie Maxi-single
1. "Love Comes Again" (Radio Edit) - 3:15
2. "Love Comes Again" (Original 12" Version) - 8:07
3. "Love Comes Again (Mark Norman Remix) - 7:20
4. "Traffic" (DJ Montana 12" Edit) - 7:39
5. "Traffic"  - 6:57
6. "Traffic" (Max Walder Remix) - 7:32

### 12" Vinyle
| Magik Muzik 12" Vinyle 1. "Love Comes Again" (Radio Edit) - 3:15 2. "Love Comes Again" (Original 12" Version) - 8:07 Media Records 12" Vinyle 1. "Love Comes Again" (Original 12" Version) - 8:07 2. "Love Comes Again" (Mark Norman Remix) - 7:19 3. "Traffic" (Original Mix) - 6:56 Kontor Records, Nebula, Nettwerk America, Independence Records 12" Vinyle 1. "Love Comes Again" (Original 12" Version) - 8:07 2. "Love Comes Again" (Mark Norman Remix) - 7:24 | Sirup 12" Vinyle 1. "Love Comes Again" (DJ Tatana Sirup Remix) - 7:04 2. "Love Comes Again" (DJ Tatana Dub) 3. "Love Comes Again" (Mark Norman Remix) - 7:24 Bang On! 12" Vinyle 1. "Love Comes Again" (Original 12" Version) - 8:07 2. "Love Comes Again" (Mark Norman Remix) - 7:19 3. "Traffic" (DJ Montana 12" Edit) - 7:39 4. "Traffic" (Original Mix) - 6:56 |

### Love Comes Again / Traffic
Australie 12" Vinyle
1. "Love Comes Again" (Original 12" Version) - 8:07
2. "Love Comes Again" (Mark Norman Remix)–7:20
3. "Traffic" (Montana Re-Edit) - 7:39
4. "Traffic" (Max Walder Mix)–7:34

 Australie Maxi-single
1. "Love Comes Again" (Radio Edit) - 3:15
2. "Love Comes Again" (Original 12" Version)–8:07
3. "Love Comes Again" (Mark Norman Remix)–7:20
4. "Traffic" (DJ Montana 12" Edit) - 7:39
5. "Traffic" (Original Mix)–6:57
6. "Traffic" (Max Walder Mix)–7:32

## Classement par pays
| Classement (2004)                            | Meilleure position |
| -------------------------------------------- | ------------------ |
| Finlande Classement single                   | 12                 |
| Belgique Classement single                   | 6                  |
| Suisse Classement single                     | 94                 |
| AllemagneClassement single                   | 64                 |
| Royaume-Uni Classement single                | 30                 |
| États-Unis Billboard Hot Dance Club Play     | 32                 |
| États-Unis Billboard Hot Dance Airplay       | 15                 |
| États-Unis Billboard Classement single dance | 4                  |
| États-Unis Billboard Classement single       | 36                 |

## Versions officielles
- Radio Edit (3:15)
- Original 12" Version (8:07)
- Mark Norman Remix (7:20)
- Album Version (8:06)
- Instrumental (8:08)

## Historique de sortie
| Pays        | Date          | Label                        | Format             | Catalogue         |
| ----------- | ------------- | ---------------------------- | ------------------ | ----------------- |
| Pays-Bas    | 19 avril 2004 | Magik Muzik                  | vinyle, 12"        | Magik Muzik 817-5 |
| Pays-Bas    | 19 avril 2004 | Magik Muzik                  | CD, Maxi           | Magik Muzik 817-2 |
| Pays-Bas    | 19 avril 2004 | Magik Muzik                  | CD, Single         | Magik Muzik 817-1 |
| Allemagne   | mai 2004      | Kontor Records               | CD, Maxi           | Kontor375         |
| Allemagne   | 8 avril 2004  | Kontor Records               | vinyl, 12"         | Kontor375         |
| Australie   | Avril 2004    | Bang On!                     | vinyl, 12"         | BANG 056          |
| Australie   | mai 2004      | Bang On!                     | CD, Maxi           | BANG0096          |
| Royaume-Uni | 30 avril 2004 | Nebula                       | CD, Maxi, Enhanced | NEBCD058          |
| Royaume-Uni | 30 avril 2004 | Nebula                       | CD, Single, Promo  | NEBCDDJ058        |
| Royaume-Uni | 30 avril 2004 | Nebula                       | vinyle, 12", Promo | NEBDJ058          |
| Royaume-Uni | 30 avril 2004 | Nebula                       | CD, Maxi           | NEBT058           |
| Suisse      | juin 2004     | Sirup                        | CD, Maxi           | SIR021-1CD        |
| Suisse      | juin 2004     | Sirup                        | CD, Maxi           | MV-SIR903572      |
| Suisse      | juin 2004     | Sirup                        | vinyle, 12"        | SIR021-6          |
| États-Unis  | 2004          | Nettwerk America             | vinyl, 12"         | 0 6700 33227 1 3  |
| États-Unis  | mai 2004      | Nettwerk America             | CD, Single         | 0 6700 33227 2 0  |
| France      | 2004          | Independence Records         | vinyl, 12"         | IR 0408           |
| Italie      | 5 juin 2004   | Media Records                | vinyle, 12"        | MR 2013           |
| Scandinavie | 2004          | Playground Music Scandinavie | CD, Maxi           | Magik Muzik 817-2 |